# Tydea septentrionalis
Tydea septentrionalis — викопний вид буревісникоподібних птахів родини альбатросових (Diomedeidae), що існував в олігоцені в Європі.

## Скам'янілості
Викопні рештки птаха, що складаються з фрагментів кісток плечового пояса, знайдені у 1903 році в Бельгії. Понад 100 років вони зберігалися неідентифікованими у Музеї природничих наук в Брюселі, поки у 2012 році їх не описали німецький палеонтолог Геральд Майр та його бельгійський колега Тьєррі Сміт. Голотип складається з решток плечової кістки, карпометакарпуса, ліктьової кістки, коракоїда, ключиці та лопатки.

## Назва
Родова назва Tydea дана на честь Тідея, батька Діомеда, від якого походить назва сучасного роду альбатросів Diomedea. Видова назва T. septentrionalis є посиланням на сузір'я Велика Ведмедиця, яке видно лише з північної півкулі, щоб підкреслити північноатлантичне походження виду.

## Опис
За розмірами птах подібний до сучасного альбатроса чорнобрового (Thalassarche melanophris). Він сягав 80 см завдожки, розмах крил становив понад 2 м, вага — 2,9-4,6 кг.